# Léonard Kweuke
 Léonard Kweuke  és un futbolista camerunès. Va començar com a futbolista en Camerun.

## Carrera
El 18 de desembre del 2008, Eintracht Frankfurt va prendre cedit a Kweuke per un partit en la 1. Bundesliga alemanya. Fins al 2009 ell va jugar en la Bundesliga
 cedit pel DAC Dunajská Streda. La temporada 2009–10, va ser cedit al FC Energie Cottbus, després del qual va tornar a Eslovàquia. El 10 de juny del 2010 el seu club el DAC Dunajská Streda va anunciar el seu retorn després de dos anys a Alemanya, però ell fou venut a l'Sparta de Praga.